# Szalona odwaga
Szalona odwaga (Courage Under Fire) – amerykański dramat wojenny z 1996 w reżyserii Edwarda Zwicka z Denzelem Washingtonem i Meg Ryan w głównych rolach.

## Obsada
- Sean Astin – Patella
- Denzel Washington – Nathaniel Serling
- Meg Ryan – Karen Emma Walden
- Lou Diamond Phillips – Monfriez
- Matt Damon – Ilario
- Scott Glenn – Tony Gartner

## Opis fabuły
Podczas Wojny w Zatoce Perskiej podpułkownik Nathan Serling przez pomyłkę niszczy amerykański czołg, a kilku żołnierzy traci życie. Na rozkaz przełożonych tuszuje tę tragedię, walcząc przy tym, by prawda wyszła na jaw. Po powrocie do Stanów Zjednoczonych otrzymuje zadanie, by zbadać okoliczności śmierci kapitan Karen Emmy Walden, dowodzącej załogą medycznego helikoptera. Pani kapitan ma być pierwszą kobietą odznaczoną pośmiertnie Medalem Honoru. Śledztwo utrudnia fakt, że z trzech przesłuchiwanych świadków każdy przedstawia odmienną wersję wydarzeń w czasie działań wojennych, zaś ich oceny kandydatki do odznaczenia są całkowicie rozbieżne.